# Xenorhina subcrocea
Xenorhina subcrocea es una especie de anfibios de la familia Microhylidae.

## Distribución geográfica
Es endémica de Nueva Guinea (Papúa Nueva Guinea).

## Estado de conservación
Se encuentra amenazada de extinción por la pérdida de su hábitat natural.